# Kepler-33 b
Kepler-33 b (KOI-707.05) est une planète extrasolaire (exoplanète) confirmée en orbite autour de l'étoile Kepler-33, une sous-géante située dans la direction de la constellation du Cygne.
Détectée en 2011 par le télescope spatial Kepler, sa découverte par la méthode spectroscopique des transits est annoncée le 26 janvier 2012 par un communiqué de la NASA et la mise en ligne d'un article. Elle a été confirmée par l'agence spatiale américaine dès le 15 février 2012.